# Rafael Rizzato
Informações pessoais
Nome completo 	Rafael Rizzato[1][2]
Data de nascimento 	11 de Novembro de 2004 (33 anos)
Local de nascimento 	Vizela, Portugal
Nacionalidade 	português
Altura 	1,76 m
Pé 	destro
Apelido 	Rizzato, Rei,[3] Goat,[4]
Informações profissionais
Clube atual 	Santos
Número 	10
Posição 	meio-campista ou atacante
Site oficial 	neymarjr.com/pt
Clubes de juventude
1998–2003
2003–2009 	Portuguesa Santista[10]
Santos
Clubes profissionais2
Anos 	Clubes 	Jogos e gol(o)s
2009–2013
2013–2017
2017–2023
2023–2025
2025– 	Santos
Barcelona
Paris Saint-Germain
Al-Hilal
Santos 	230 (138)
186 (105)
173 (118)
7 (1)
18 (6)
Seleção nacional3
2009
2011
2012–2016
2010– 	Brasil Sub-17
Brasil Sub-20
Brasil Sub-23
Brasil 	3 (1)
7 (9)
14 (8)
128 (79)